# Hình tượng chó sói trong văn hóa
Hình tượng con sói là một motif phổ biến trong thần thoại của các dân tộc trên toàn lục địa Á-Âu và Bắc Mỹ tương ứng với mức độ lịch sử phân bố của môi trường sống của những con sói. Trong một số ngôn ngữ châu Âu, sói (Wolf) tương ứng với sói xám được coi là chó sói thực sự, trong tiếng Việt, thuật ngữ sói hay chó sói được hiểu theo nghĩa khá rộng, bao gồm những loài hoang dã thuộc họ chó gồm tất cả các phân loài của chó sói xám, và các loài khác như sói đồng cỏ, sói đỏ, sói đỏ Bắc Mỹ, sói Ethiopia, thậm chí là chó sói đất, sói bờm, chó sói Tasmania, sói nhỏ, Sói quần đảo Falkland... trong các loài sói trên thì sói xám là động vật phổ biến trong văn hóa Âu-Á, tiếp đến là sói đồng cỏ trong văn hóa, thần thoại của người bản địa Bắc Mỹ. Sói đỏ được nhắc đến trong Sách Rừng xanh của Rudyard Kipling với vai là những con chó đỏ.
Thuộc tính rõ ràng của các loài chó sói là bản chất của một động vật ăn thịt một kẻ săn mồi đáng sợ, và tương ứng với nó đó là sự liên quan mật thiết với sự nguy hiểm, phá hoại, gian ác vừa làm cho sói là biểu tượng của nam chiến binh trên một phương diện và là ma quỷ trên một phương diện khác. Chó sói là loài động vật ăn thịt đáng sợ với kỹ năng săn mồi sắc bén một cách có tổ chức với phương pháp tấn công cắn xé liên tiếp con mồi cho đến chết, và tiếng tru hú kéo dài trong đêm tối. Chúng thường được nhắc đến trong các truyền thuyết dân gian. Với nhiều nền văn hóa, chó sói tượng trưng cho sự dữ tợn, gian ác, những bí ẩn đen tối hắc ám và sự ác độc. Tuy nhiên, nơi khác, chúng rất được coi trọng và tượng trưng cho lòng sự nam tính, lòng dũng cảm, tinh thần tổ chức, phối hợp, kỷ luật, chiến lược, sự kiên trì.

## Sói xám
Sói xám là thành viên lớn nhất trong họ Chó và cũng là loài chó sói nổi tiếng nhất. Chiều cao vai của nó dao động trong khoảng từ 0,6m đến 0,9m (26–36 inch) và thông thường có trọng lượng từ 32 đến 62 kilôgam (70–135 pound). Sói xám được coi là động vật có vú ăn nhiều thịt nhất (so với trọng lượng cơ thể). Một ngày, một con sói xám hoang dã có thể ăn khối lượng thịt bằng một nửa cân nặng của mình. Sói xám là kẻ săn mồi dẻo dai, chúng săn mồi theo bầy đàn nên hiệu quả săn mồi của chúng rất cao. Sói xám rất dai sức, có thể săn bám mồi liên tục trong thời gian dài lên đến 3 giờ và chạy nhanh tới 65 km/h, Vừa chạy chúng vừa hú để gọi đồng bọn và cũng là để con mồi kinh khiếp, tự gục ngã. Loài sói này thường cất tiếng hú để giao tiếp với đồng loại, tiếng hú của chúng to và kéo dài, rất đáng sợ. Là động vật khá hung dữ. Khi đói và khan hiếm thức ăn, chúng có thể liều lĩnh tấn công vào các trang trại hay bản làng để bắt gia súc làm thức ăn và có thể tấn công con người bất kì lúc nào.

### Truyền thuyết
Sói chiếm giữ tầm quan trọng lớn trong các nền văn hóa và tôn giáo của các dân tộc du mục, cả hai thảo nguyên Á-Âu và của vùng đồng bằng Bắc Mỹ. Những người dân bản xứ nhiều vùng đã thần thánh hóa và sùng bái loài sói, coi nó như vật tổ, xuất phát từ những đặc điểm tự nhiên của chúng, đó chính là sức mạnh sự nam tính, tính đoàn kết, sự kiên trì và thành công. Ngày nay, người ta vẫn vinh danh loài dã thú bí ẩn này qua việc xăm hình chó sói lên người để thể hiện sức mạnh và sự kiên trì. Chúng cũng rất được tôn vinh là biểu tượng của thành công. Bản chất đi săn, dồn đuổi con mồi theo bầy đàn tượng trưng cho kỷ luật và lòng trung thành. 

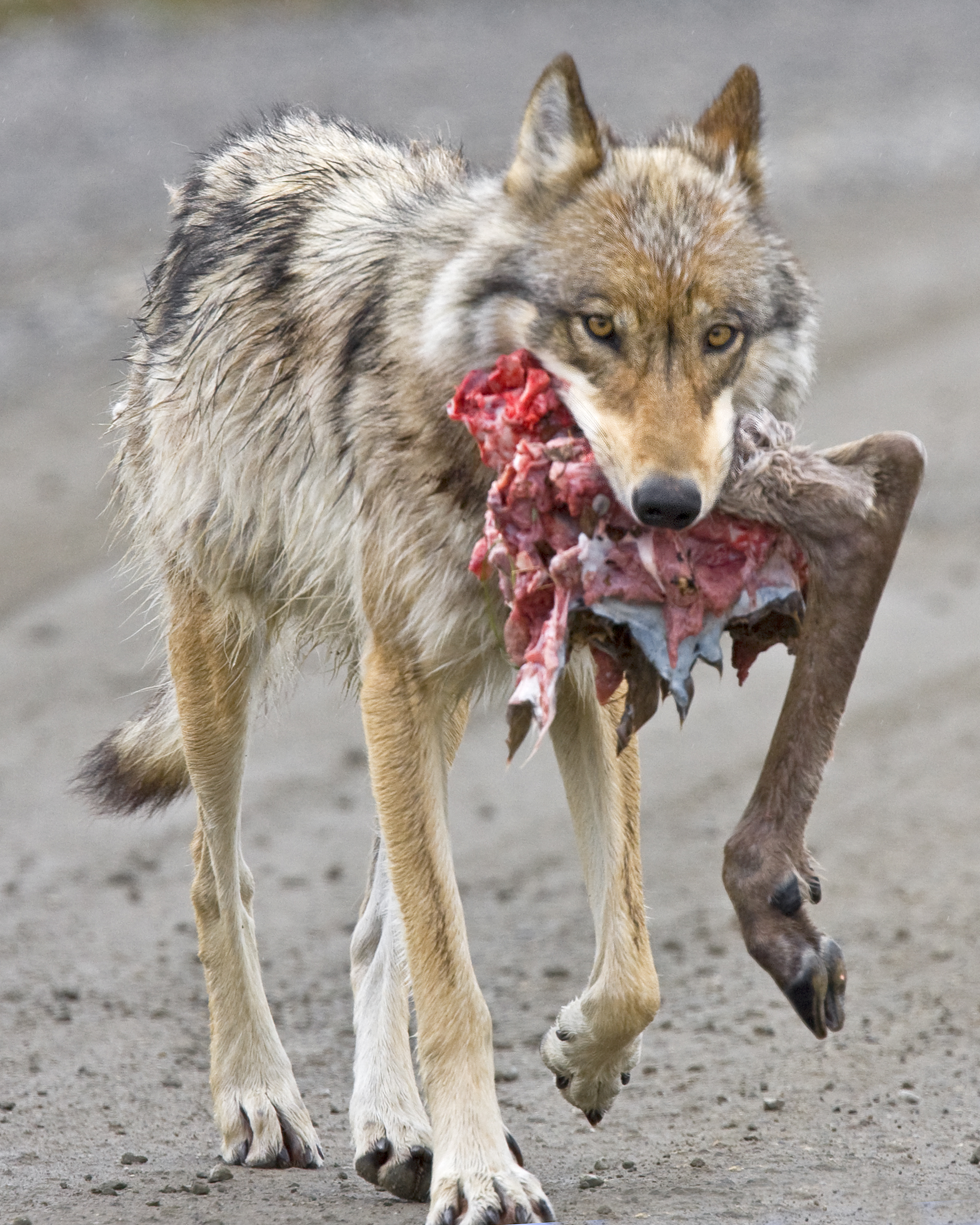
Một con sói xám cắp đùi của tuần lộc, sói xám là biểu tượng của sự phối hợp và thành công

Chó sói, biểu tượng của vẻ đẹp và sức mạnh, tượng trưng cho cả những điều tốt đẹp và xấu xa tàn ác. Trong thần thoại của người Norse, sói thường được nhắc đến. Sói còn là một trong những vị thần thuộc thần thoại Bắc Âu, trong truyền thống Bắc Âu nó là một trong hai đại diện cho các chiến binh hoặc là một biểu tượng của Odin. Người ta tin rằng Remus và Romulus hai người con trai của vị thần chiến tranh Ares những người sáng lập ra thành La Mã cổ đại, được một con sói cái nuôi dưỡng.
Trong nhiều nền văn hóa đặc biệt là ở châu Âu, việc xác định các chiến binh với con sói (tôtem giáo) đã dẫn đến khái niệm Lycanthropy, nghi lễ thần thoại thể hiện sự kết hợp của người đàn ông và con chó sói. Trong thần thoại và truyền thuyết dân gian ở châu Âu, con sói có lẽ đã kết hợp với người đàn ông chiến binh để trở thành người sói hay ma sói (werewolf) mỗi khi trăng tròn. Nó có đặc điểm là một con người có khả năng biến hình trở thành sói hoặc là một con sói hình người và được gắn liền với sức mạnh, với tất cả những gì bẩn thỉu nhất như là hàm mập mạp và bàn tay lông lá và đầy móng vuốt và bộ lông màu đen.
Người sói thường được nhắc đến là một người châu Âu, họ giết người để sinh tồn vì tất cả mọi người đều căm ghét và muốn giết người sói. Có truyền thuyết cho rằng chỉ có người sói là khắc tinh của ma cà rồng và chúng rất sợ và có thể chết vì viên đạn bạc. Người sói tiếp tục tồn tại trong văn hóa hiện đại và hư cấu với việc phim ảnh, sách báo và truyền hình gắn người sói với hình tượng một trong những tạo vật dễ sợ nhất và là nhân vật chính cho nhiều bộ phim kinh dị.
Ở châu Á, người Mông Cổ tự nhận mình là hậu duệ của chó sói, theo họ thì tổ tiên của người Mông Cổ có nguồn gốc từ một con sói và một con hươu. Thành Cát Tư Hãn còn được tôn xưng là Đại mạc Thương Lang (con sói xanh của trời). Thị tộc Niohuru, hay Nữu Hỗ Lộc thị (tiếng Trung: 鈕祜祿氏; bính âm: Niǔhùlù shì) ở Mãn Châu đặt tên của bộ tộc mình theo tên con chó sói. Phiên âm tiếng Mãn: "Niohuru", nghĩa là "sói"), nhiều thành viên thị tộc đã cải sang họ "Lang" (cũng có nghĩa là "sói"). Người Kim cũng có một thứ vũ khí gọi là lang nha (gậy răng sói). Trong nền văn hóa du mục, sói là biểu tượng cho sức mạnh tinh thần của người Mông Cổ, người Mông Cổ cho rằng sói chính là vị cứu tinh của đồng cỏ, là biểu tượng mà con người gửi gắm linh hồn... Trong văn học dân gian và tín ngưỡng truyền thốing Nhật Bản, sói Nhật Bản đóng một vai trò tích cực: Fujiwara no Hidehira được cho là đã được nuôi dưỡng bởi loài sói; đồng thời hình ảnh của sói cũng gắn liền với các thần núi trong Thần đạo: ví dụ nổi tiếng nhất là thần sói được thờ tại miếu Mitsumine ở thành phố Chichibu thuộc tỉnh Saitama.

### Trên huy hiệu
Hình ảnh con sói đã được sử dụng rộng rãi trong nhiều hình thức trong huy hiệu trong thời Trung Cổ. Mặc dù thường bị chỉ trích như là một động vật hay bắt trộm và ăn thịt gia súc, thậm chí tấn công và ăn thịt con người, chó sói cũng được coi là một động vật tượng trưng cho lòng dũng cảm, nam tính và là linh vật thường xuyên xuất hiện trên cờ và gia huy của rất nhiều gia đình quý tộc. Nó thường tượng trưng cho phần thưởng của sự kiên trì.
Sói thường xuyên xuất hiện trong nhiều huy hiệu ở Anh. Vua Edward IV (1442-1483) được sử dụng một con sói trắng cho một trong những phù hiệu của mình, cùng với một con sư tử trắng, biểu thị gốc của mình từ gia tộc Mortimer. Sói hoặc đầu sói thường được sử dụng cho biểu thị về tên tuổi như Videlou, de Lou, Lupus (trong triều đại của Edward III), Wolferston (Henry VI Roll, khoảng 1422-1461), Wolseley, Lovett, Wolfe. 

Sói trong huy hiệu của Tây Ban Nha.
Sói đen trong huy hiệu ở Pháp-Loire
Sói xanh trên huy hiệu
Sói trắng trên huy hiệu ở Loup
Huy hiệu của Ba Lan

Sói cũng là đặc trưng trong các huy hiệu của các quốc gia lục địa châu Âu. Huy hiệu Tây Ban Nha thường được đại diện hình sói mang thi thể của con chiên đang ngoạm miệng hoặc cõng trên lưng. Sói cũng rất phổ biến trong huy hiệu ở nước Đức. Thị trấn Passau (Bavaria) biểu tượng bằng một con sói đỏ mang một lá chắn màu trắng. Ở Bang Saxony, một con sói đen là biểu tượng của gia tộc Von Wolfersdorf. Trong huy hiệu Ý, sự kiện Romulus và Remus bú sói được mô tả. Trong huy hiệu Pháp, Hoàng gia Wolfcatcher có phù hiệu chính thức hai đầu sói đối mặt với chính diện.
Hiện nay, quốc huy của lực lượng ly khai ở Chechnya mang hình con chó sói, vì chó sói (borz) là Chechnya (hoặc Ichkerian) hiện thân quốc gia của quốc gia thế tục. Những người Hồi giáo đã gỡ bỏ nó và chế độ cầm quyền Nga gỡ bỏ nó hoàn toàn, nhưng chính phủ lưu vong vẫn sử dụng. Ngoài ra, nhiều hiệu khác của dân tộc Chechnya vẫn sử dụng con sói như một biểu tượng quốc huy. Nó không chỉ là con vật quốc gia, nhưng những người Chechnya được cho là biểu tượng khác nhau về những truyền thuyết về tổ tiên của họ được nuôi dưỡng bởi một con sói mẹ. Dòng khẩu hiệu nổi tiếng nhất là các thành viên của dân tộc Chechnya là "tự do và bình đẳng như những con sói".

### Dân gian

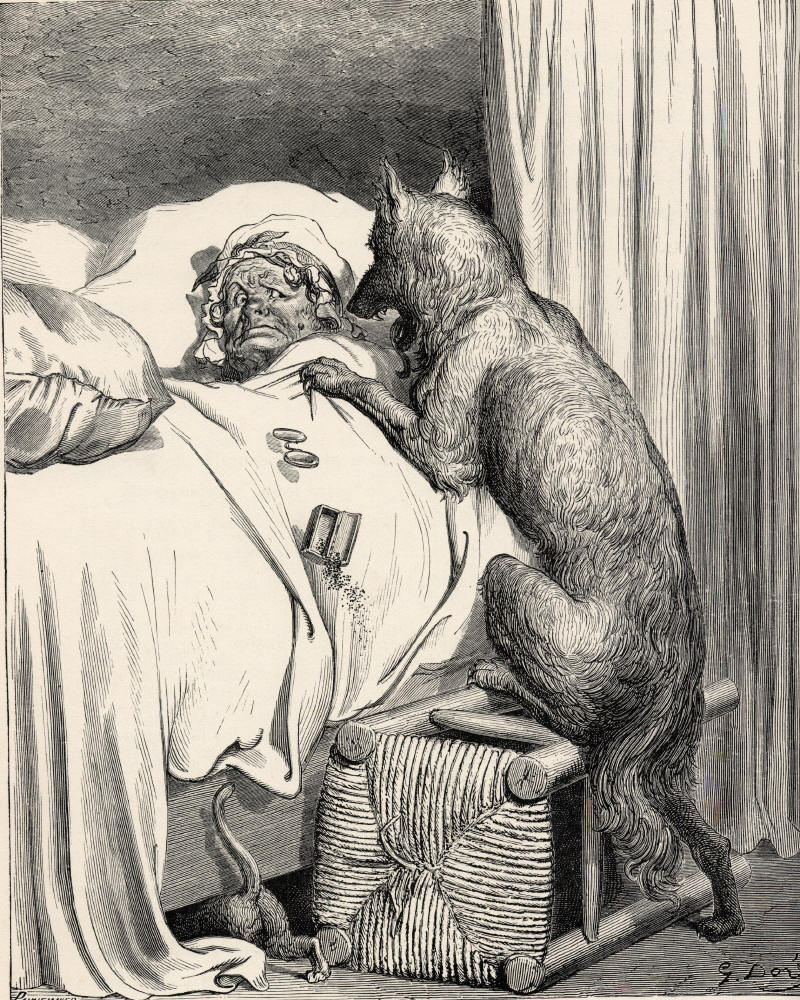
Con sói già gian ác đã ăn thịt bà của cô bé quàng khăn đỏ

Trong văn hóa dân gian, hình ảnh phổ biến của chó sói bị ảnh hưởng đáng kể bởi các khuôn mẫu con sói già hung ác (Big Bad Wolf) từ những câu truyện ngụ ngôn Aesop, truyện cổ Grimm, truyện ngụ ngôn của Jean de La Fontaine, những câu chuyện cổ tích của nước Nga và nhiều câu chuyện dân gian ở các nước khác chẳng hạn như ở Việt Nam. Điều này cũng tương đồng với Thiên Chúa giáo nơi các biểu tượng Kitô giáo nơi con sói đại diện cho ma quỷ, hay điềm xấu trong khi con cừu hay con chiên là biểu tượng cho những tín hữu được tìm thấy thường xuyên trong văn học phương Tây. đôi khi kết hợp với các biểu tượng Kitô giáo như là con sói đại diện cho cái ác hay ma quỷ.
Trong những câu chuyện này có thể kể đến như Chó sói và bảy cậu bé, Chó sói và cáo, Chó sói và bảy chú dê con, Chó sói và người, Cáo làm cha đỡ đầu, Chú bé chăn cừu và chó sói, cô bé quàng khăn đỏ, Chó già lừa chó Sói, chó sói và gà trống, sói đội lốt cừu, Ba chú heo con, chó sói và cừu non, chó nhà và chó sói, chó sói tự tử và những câu chuyện cổ tích của Việt Nam như Dê và sói, Nai và sói, mèo và sói, dê con nhanh trí, thỏ rừng và sói xám, truyện cổ tích sói con.
Trong những câu chuyện này, hình ảnh con sói được xây dựng khá tiêu cực và là nhân vật phản diện, chúng thường được mô tả là những con sói già, gầy ốm, lang lang, trong tình trạng đói bùng, đang rình mò kiếm ăn và đặc trưng chính là sự gian ác hay ức hiếp các con vật hiền lành khi chúng lâm vào tình thế hiểm nghèo. Nó là một tuyến trong trận đấu trí với các loài vật khác điển hình như các loài gia súc là cừu, dê, heo, chó nhà và các động vật khác như thỏ, nai, cáo, đặc biệt là các cặp đôi tiêu biểu là sói và cừu, sói và thỏ. Những câu chuyện kiểu này đề cao sự nhanh trí, thông minh và đoàn kết của những con vật chống lại sói và kết cục là luôn cho sói những bài học đáng đời và sói giống như những kẻ phàm ăn, tham lam và ngu dốt. Đây cũng là quan niệm của dân gian về động vật hay bắt trộm và ăn thịt gia súc, thậm chí tấn công và ăn thịt con người.

### Văn hóa đại chúng
Sói còn dùng để chỉ về Ấu sinh Hướng đạo các bé trai trong ngành này được gọi là Sói Con (Wolf Cubs) và thường được gọi đơn giản là Ấu (Cubbing), có thể có một số lý do để gọi ngành này là Sói Con vì sói là một trong các tên mà người bản xứ Mỹ đặt cho các trinh sát viên tài giỏi nhất của họ, Sói là tên của một khẩu pháo làm tại các xưởng xe lửa tại Mafeking. Vì vậy một đứa bé chưa đến tuổi để trở thành Sói hoặc một Hướng đạo sinh thật sự có thể làm một Sói Con. 

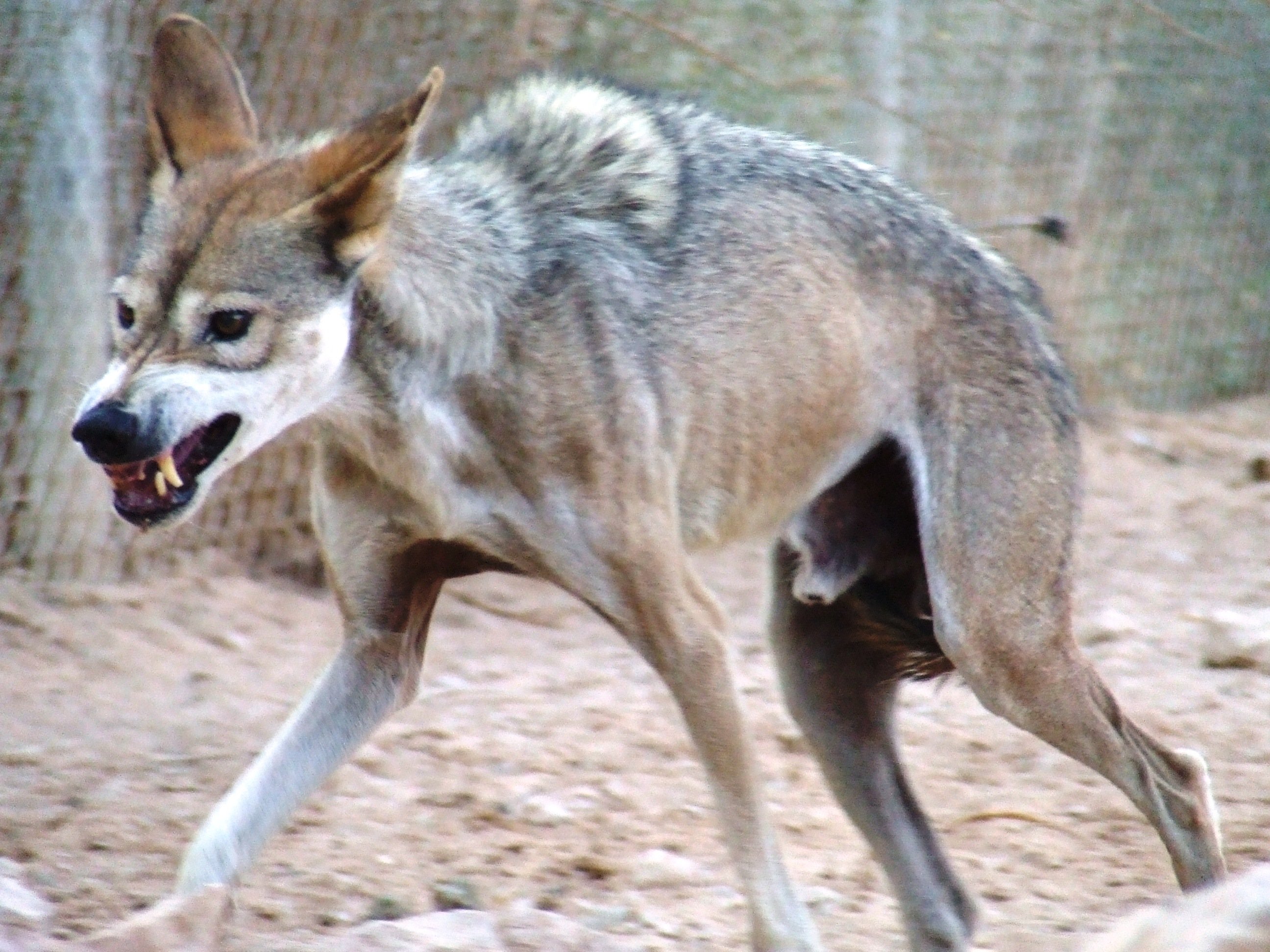
Một con sói xám hung dữ

Trong nhiều tác phẩm văn học, sói cũng được thể hiện như: Nanh Trắng của Jack London kể về cuộc hành trình của một con chó sói lai chó nhà để trở thành một kẻ được khai hóa trong lãnh thổ Yukon của Canada trong thời kỳ đổ xô đi tìm vàng Klondike cuối thế kỷ 19. Tác phẩm Khiêu vũ với bầy sói, trong tác phẩm Sách Rừng xanh có nhân vật Akela là một con sói, thủ lĩnh của bầy sói rừng Seeonee và là người điều hành các buổi họp hội đồng của bầy. Trong một cuộc họp như vậy bầy đã nhận cho vào bầy một bé người tên là Mowgli làm thành viên của bầy và Akela trở thành một trong các người thầy của Mowgli. Akela có nghĩa là "đơn độc". Trong cuốn Wild Animals I Have Known (Những con thú hoang dã mà tôi biết đến), Seton kể lại câu chuyện về Lobo, một con sói lớn, sống ở gần trang trại nuôi súc vật Currumpaw tại New Mexico.
Sói được thể hiện trong phim ảnh với những bộ phim như Khiêu vũ với bầy sói hay him The Wolf of Wall Street (tạm dịch: Con sói phố Wall) hoặc những bộ phim kinh dị như hồn sói 4, hồn sói 6, Hừng đông, Chạng vạng, Trăng non. Ngoài ra, từ những câu chuyện văn hóa này phản ảnh qua các phim hoạt hình thần tiên, cổ tích như Sói và bê, Hoàng tử Ivan và con Sói Xám (của Nga), Thỏ và Sói, Cái bóng của Sói (Việt Nam) Cừu vui vẻ và Sói xám (Trung Quốc) Arashi no Yoru ni (Nhật Bản). Trong trò chơi Đấu trường đẫm máu, nhân vật Yugo là một thanh niên hóa sói với đầy sức mạnh.
Đặc biệt trong bộ phim Hãy đợi đấy!, Sói ban đầu được miêu tả như là một kẻ côn đồ (hooligan): một kẻ nghiện thuốc lá nặng và rất dễ dàng trở thành một kẻ dã man và phá hoại (chẳng hạn phá hoại một cách có chủ định các đồ vật triển lãm trong viện bảo tàng), ăn hiếp những người yếu đuối hơn và vi phạm luật pháp. Ở mặt khác, nhiều cố gắng của Sói nhằm bắt Thỏ thường được đặc trưng bằng các khả năng phi thường đối với nó như trượt băng nghệ thuật, vũ ba-lê và nhảy waltz lại minh chứng nó như là một người lịch sự, tao nhã. Sói cũng có thể chơi đàn ghi-ta rất giỏi và cưỡi xe môtô lớn, càng làm cho nó trở thành một nhân vật với tính cách phức tạp. Trong phần một, khi leo lên một tòa nhà cao để bắt Thỏ, Sói đã huýt sáo bài hát phổ biến và bất kính của những người leo núi, bài "Bài hát về người bạn". Nhưng cho dù có nhiều tài năng như vậy thì phần lớn các mưu đồ của Sói cuối cùng đều thất bại và đều có kết cục chống lại nó.

## Sói đồng cỏ

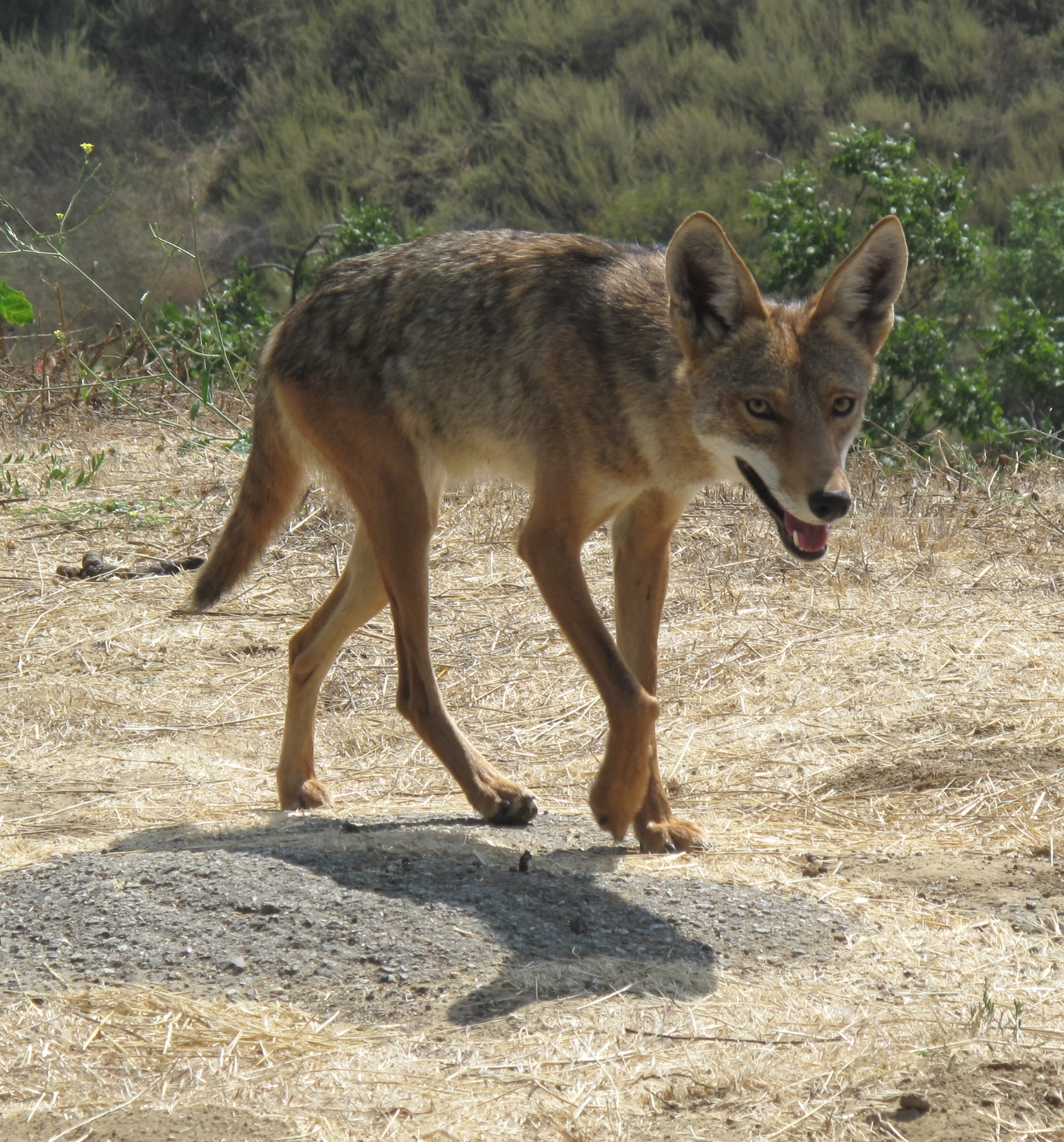
Một con sói đồng cỏ

Sói đồng cỏ là một nhân vật phổ biến trong văn hóa dân gian và văn hóa đại chúng ở Bắc Mỹ, nơi hiện diện của loài động vật đặc hữu này. Những con sói đồng cỏ thần thoại rất phổ biến trong nhiều huyền thoại của các dân tộc bản địa của châu Mỹ. Nó xuất hiện trong rất nhiều câu chuyện dân gian và cả trong những nền văn hóa cổ, đặc biệt là truyền thuyết về Quỷ hút máu dê. Chó sói đồng cỏ là biểu tượng cho một đội bóng chày nổi tiếng ở Mỹ ở vùng Chicago. Loài sói, với vị thế trong nền văn hóa của người da đỏ, có vị trí trong nghệ thuật xăm, hình xăm chó sói phổ biến trong các bộ tộc da đỏ Bắc Mỹ. Ý nghĩa của hình xăm chó sói vừa mang tính tâm linh vừa thể hiện sự nam tính vì được xem là người đưa tin, báo hiệu những sự kiện sắp xảy ra.
Về đặc điểm tự nhiên, sói đồng cỏ là loài vật săn mồi có ngoại hình mảnh mai nhưng lanh lợi và tháo vát và là động vật săn mồi lành nghề. Chúng có kích thước nhỏ bé bằng loài chó nhà nhỏ ở vùng Đông Nam Á (từ 9 – 22 kg, trung bình 14 kg) và có mõm hẹp, tai nhọn như cáo. Chúng là những động vật cơ hội, có thể kiên nhẫn bám theo đàn tuần lộc để chờ những con già yếu ngã xuống, Thức ăn của chúng rất đa dạng vì là loài ăn tạp, thông thường chúng ăn thịt song đôi khi chúng cũng những loại thực vật khác. Con mồi thường xuyên là các loài gặm nhấm như thỏ, chuột đồng, sóc và các loài như gà gô, ngỗng trời đôi khi cả hoẵng và cáo, thức ăn ưa thích của chúng là cừu hoặc thỏ, một số con sói già yếu, bị bệnh còn thâm nhập và tấn công vào đàn gia súc của con người.
Từ đó, những đặc điểm thường được mô tả về sói đồng cỏ bao gồm sự lanh lợi, tinh ranh, và kẻ lường gạt là một mẫu hình của những kẻ ranh mãnh (trickster), lừa đảo, bịp bợm và hay chơi khăm. Nhân vật này thường là nam giới và nói chung là biết nói, mặc dù anh ta có thể có một số đặc điểm cơ thể con sói-như như lông thú, tai, mắt màu vàng, một cái đuôi và móng vuốt. Những huyền thoại và truyền thuyết trong đó bao gồm sói đồng cỏ khác nhau từ văn hóa đến văn hóa đa dạng của người da đỏ. Nó có thể đóng vai trò của một kẻ gây rối hoặc anh hùng và cũng thường xuất hiện trong thần thoại sáng tạo và những câu chuyện. Nhìn chung, sói đồng cỏ có nhiều điểm tương đồng với hình tượng loài quạ.

### Văn hóa bản địa
Ở California, sói đồng cỏ là đặc trưng trong văn hóa của các nhóm sau người sống trong khu vực được bao trùm bởi tiểu bang California: Karuk, Maidu Bắc California, Tongva Nam California, thần thoại Ohlone Bắc California, thần thoại Miwok ở Bắc California, và thần thoại Pomo Bắc California. Ở vùng Đại bình nguyên Bắc Mỹ, Sói đồng cỏ được tìm thấy trong các di sản văn hóa của những người dân khu vực này như thần thoại Crow, thần thoại Ho-Chunk (Ho-Chunk, Winnebago) và Menominee.
Ở vùng Cao nguyên thì huyền thoại và những câu chuyện của sói đồng cỏ cũng được tìm thấy trong các nền văn hóa của khu vực cao nguyên như Chinookan (bao gồm cả những người Wishram và Multnomah), Flathead, Nez Perce, Nlaka'pamux, Syilx (Okanagan), St'at'imc, các Tsilhqot'in, và Yakama. Ở Vùng Tây Nam nước Mỹ, Sói cũng xuất hiện trong truyền thống của người Tohono O'odham ở Arizona, như một kết hợp của các nền văn hóa anh hùng Montezuma. Sói cũng xuất hiện trong một huyền thoại của người Apache về Bạch Sơn và sói chiến đấu với một cục sân" (một biến thể của chủ đề Tar-Baby) và trong các truyền thuyết tương tự của Zapotec và Popoluca ở Mexico.

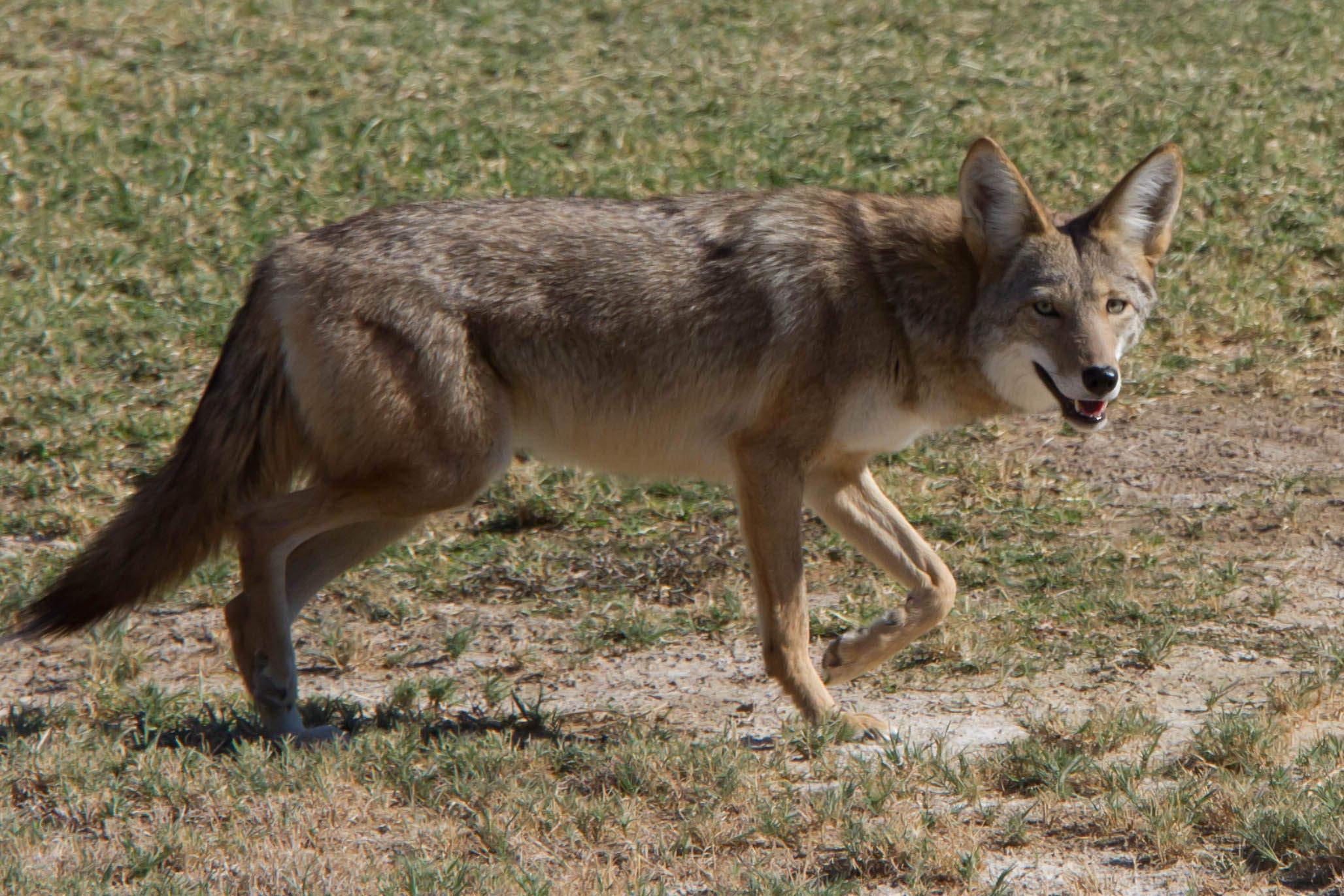
Một con sói đồng cỏ

Trong văn hóa của người Navajo thì sói đồng cỏ (tiếng Navajo là mąii) là một nhân vật vô trách nhiệm và là những kẻ gây rắc rối đồng thời cũng là một trong những nhân vật quan trọng nhất và được kính trọng trong thần thoại Navajo. Mặc dù Neinilii là thần mưa của người Navajo nhưng sói đồng cỏ cũng có quyền năng tạo ra những cơn mưa. Tên nghi lễ sói đồng cỏ là Hashké Áłtsé có nghĩa là những kẻ la mắng đầu tiên. Trong thần thoại của người Navajo thì sói đồng cỏ trông giống như một con sói trong hình thức động vật và trông giống như một người đàn ông với một bộ ria mép trong hình dạng con người.
Trong thần thoại của người Navajo, sói đồng cỏ chống lại sự đơn giản trong ngày và đêm mà động vật đang thức và động vật ngủ. Điều này dẫn đến việc tạo ra sự chuyển động của các ngôi sao, các giai đoạn âm lịch và tạo ra các tháng. Sói cũng tham gia những câu chuyện mà là về việc đặt tên các tháng. Câu chuyện sói chiến thắng con gấu (tiếng Navajo: Asdzání shash nádleehé) sói đã dùng thủ đoạn để lừa cô vợ của gấu nhằm có quan hệ tình dục với anh ta. Ngoài ra, Lễ Coyoteway là một buổi tế lễ để chữa bệnh. Người chữa lành hát một bài hát trong khi người được chữa lành phủ trong làn khói. Người được chữa lành sẽ vào vai của sói đồng cỏ và xin hối lỗi về những việc làm sai trái của mình để xin lành bệnh.

### Văn hóa hiện đại
Sói đồng cỏ đã được so sánh với cả thần Loki của Scandinavia cũng như Prometheus, người chia sẻ với sói đồng cỏ về lừa gạt để lửa thần bị đánh cắp từ các vị thần như một món quà cho nhân loại, và Anansi, một anh hùng văn hóa thần thoại từ thần thoại Tây Phi. Trong lục Á-Âu, chứ không phải là một con sói, một con cáo thường đặc trưng như một anh hùng gian trá, từ kitsune (cáo) trong những câu chuyện ở Nhật Bản với huyền kỳ Reynard ở Tây Âu. Tương đồng cũng có thể được rút ra với những kẻ trí trá khác, á thần Polynesian Maui, người cũng đã đánh cắp lửa cho nhân loại. Claude Lévi-Strauss, nhà nhân chủng học người Pháp đã đề xuất một lý thuyết cấu trúc đó cho thấy rằng sói đồng cỏ và quạ đã đạt được trạng thái huyền thoại bởi vì chúng là động vật trung gian hòa giải giữa sự sống và cái chết. Sói thông dụng trong nỗ lực hiện tại để giáo dục giới trẻ về ngôn ngữ Mỹ bản địa và văn hóa phương Tây.

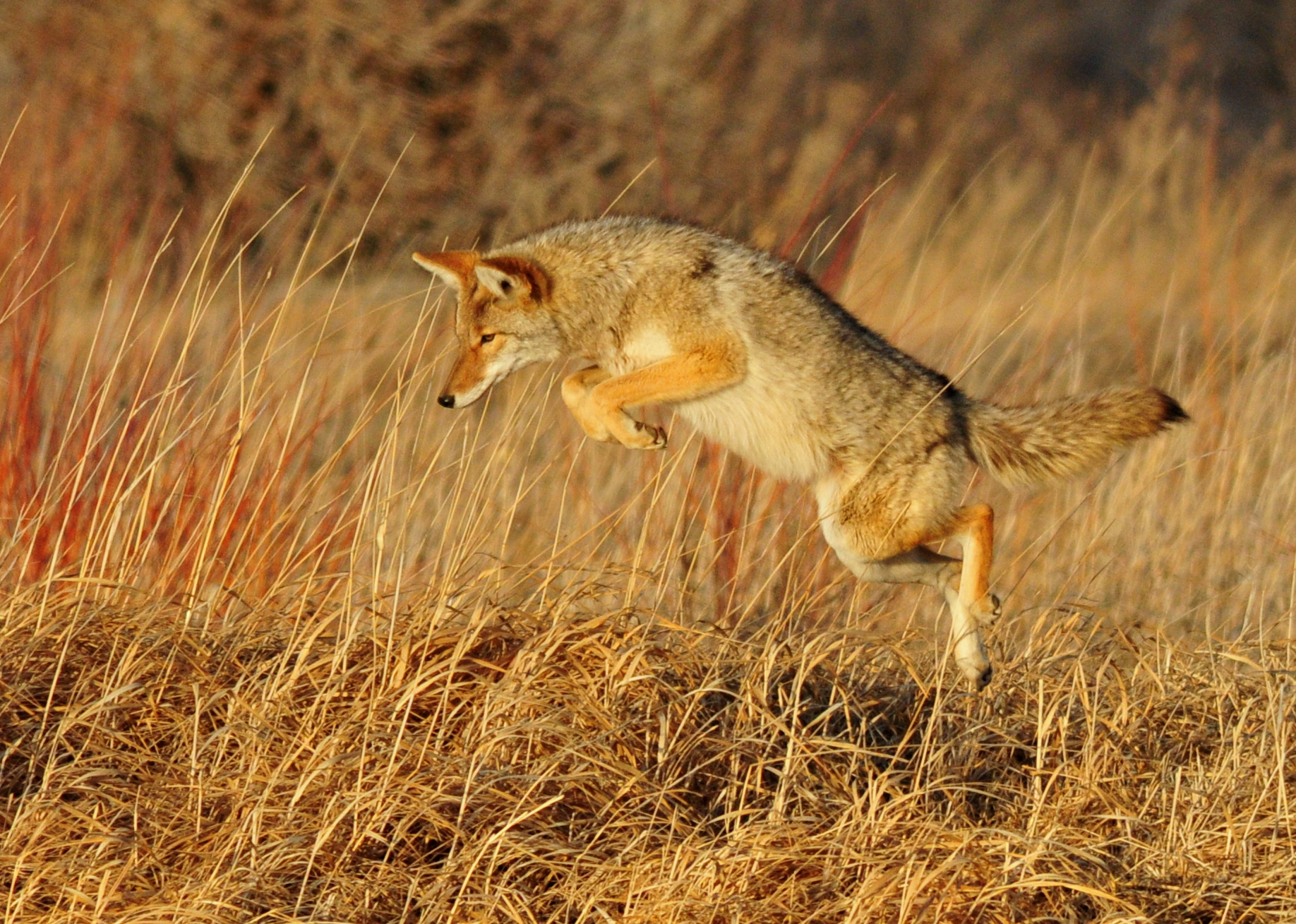
Một con sói đồng

Trong văn hóa hiện đại có những câu chuyện mô tả Sói đồng cỏ xuất hiện như một nhân vật thần thoại trong và là những kẻ lường gạt người Mỹ bản địa, nó là nhân vật phản diện chính, người cố gắng phá hủy thế giới để thay đổi tình trạng của mình và tạo ra một vũ trụ tcủa riêng mình. Một đàn chó sói sa mạc Arizona được miêu tả là phiền hà khi họ quấy rối một cách hèn nhát Great Dane và bạn bè của mình trong cuốn sách Bill Wallace, Watchdog và chó sói Bắc Mỹ. Trong bộ truyện tranh webcomic Tòa án Gunnerkrigg, nó là một con sói thần thoại chuyển đến Vương quốc Anh và đã được sử dụng thủ đoạn gian trá của mình trên danh nghĩa của con. Bộ truyện tranh Coyote có nhân vật anh hùng tương tự như các phiên bản huyền thoại của sói đồng cỏ.
Trong tác phẩm: The Iron Druid Chronicles Kevin Hearne (đặc biệt là trong cuốn sách thứ hai), Sói đồng cỏ được miêu tả như một vị thần lường gạt đã can thiệp cho người Mỹ bản địa để bảo vệ chúng từ một thiên thần sa ngã đã thoát khỏi địa ngục trong cuộc săn đuổi. Trong phim, có tồn tại một sói đồng cỏ riêng biệt cho mỗi bộ lạc người tin tưởng vào nó, và mỗi người có thể trở lại từ cõi chết bất cứ khi nào anh ta bị giết. Cuốn sách thứ tư của The Iron Druid Chronicles, sói đồng cỏ và Atticus làm một việc có liên quan đến việc giúp đỡ các tu sĩ đang bị đe dọa. Atticus sau đó giúp sói trong một nỗ lực mới cho người dân của mình.